# Participantes Olímpicos Independentes
Atletas competiram como Atletas Olímpicos Independentes nos Jogos Olímpicos por várias razões, incluindo transição política, sanções internacionais e suspensões de Comitês Olímpicos Nacionais. Atletas independentes vieram da Macedônia do Norte, Timor-Leste, Sudão do Sul e Curaçao após mudanças geopolíticas nos anos anteriores aos Jogos Olímpicos, da República Federativa da Iugoslávia (atual Montenegro e Sérvia) como resultado de sanções internacionais, da Índia e do Kuwait devido às suspensões de seus Comitês Olímpicos Nacionais, e da Rússia por violações em massa das regras antidoping e pelas consequências da invasão da Ucrânia, desrespeitando a trégua olímpica.
As medalhas foram conquistadas por atletas olímpicos independentes nas Olimpíadas de 1992 e 2016, ambas no tiro. As convenções de nomenclatura e código de país para esses atletas olímpicos independentes não foram consistentes. Nos Jogos Paralímpicos de 1992 e 2000, também houve paralímpicos independentes que competiram pelas mesmas razões que os olímpicos independentes.

## História

### Barcelona 1992
A primeira vez que essa permissão aconteceu foi em 1992, nos Jogos de Barcelona. Doze dos 15 países da ex-União Soviética competiram sob a bandeira olímpica e o nome de "Equipe Unificada", mas no pódio tocava o hino de cada ex-república soviética. Ainda em 1992, a Iugoslávia (sem Croácia, Eslovênia e Bósnia e Herzegovina), foi proibida de competir por causa de uma resolução do Conselho de Segurança da ONU (757) em virtude da guerra civil. Mas, após negociações, o COI conseguiu que os atletas iugoslavos de esportes individuais participassem sob a bandeira olímpica como "Participantes Olímpicos Independentes" (IOP).

### Sydney 2000
Em 2000, o Timor-Leste, país recém independente da Indonésia e na época, sob administração das Nações Unidas, conseguiu permissão do COI para participar dos Jogos de Sydney como "Atletas Individuais Olímpicos" (IOA), e enviou quatro atletas para a Olimpíada.

### Londres 2012
Quatro atletas competiram como Atletas Olímpicos Independentes nos Jogos Olímpicos de 2012. Após a dissolução das Antilhas Neerlandesas e o posterior desmantelamento de seu Comitê Olímpico Nacional, três atletas do país que se classificaram para os Jogos foram autorizados a competir de forma independente.
O Comitê Olímpico Nacional (CON) do Sudão do Sul não foi estabelecido entre a formação do novo Estado africano e as qualificações olímpicas para 2012. Um atleta do Sudão do Sul se classificou para os Jogos, e foi autorizado a competir como independente.
Atletas do Kuwait foram originalmente autorizados a competir como atletas olímpicos independentes porque o seu CON estava suspenso. No entanto, o CON foi restabelecido pouco antes dos Jogos, permitindo aos atletas competir sob sua própria bandeira.

### Sóchi 2014
Com a suspensão do Comitê Olímpico Nacional da Índia em dezembro de 2012, três atletas indianos foram autorizados a competir de maneira independente nos Jogos Olímpicos de Inverno de 2014, em Sóchi.
As novas eleições para a Associação Olímpica da Índia foram realizadas a 9 de fevereiro de 2014, dois dias depois da cerimônia de abertura, o que não daria para suspender a punição em tempo hábil. Em 11 de fevereiro o COI reconheceu como o novo presidente da AOI, Narayna Ramachandran da Federação Internacional de Squash, e suspendeu a punição ao CON da Índia. Com isso os atletas que ainda não competiram foram autorizados a representar a bandeira indiana. Pela primeira vez na história um Comitê Olímpico Nacional foi restabelecido durante os Jogos Olímpicos.
Apenas o luger Shiva Keshavan chegou a competir como "Participante Olímpico Independente" nos dias 8 e 9 de fevereiro.

### Rio 2016
Atletas do Kuwait foram autorizados a competir como atletas olímpicos independentes porque o seu CON estava suspenso pela segunda vez em cinco anos. O atirador Fehaid Al-Deehani se tornou o primeiro atleta independente a conseguir uma medalha de ouro.

### Paris 2024
Em ocasião da invasão da Ucrânia, as delegações da Rússia e da Bielorrússia tiveram seus Comitês Olímpicos Nacionais suspensos por tempo indeterminado, ampliando a punição dada aos russos em 2015 por conta do escândalo antidoping. Ao contrário de Tóquio 2020, em que a Rússia participou como ROC (atletas do Comitê Olímpico Russo), o país não poderá fazer nenhuma menção ao seu nomes e nem utilizar sua bandeira e hino nacional, além de não poder se classificar em esportes coletivos. Pelo apoio aos russos na invasão do país vizinho, os atletas bielorrussos também competirão sobre as mesmas restrições.